# 李福林 (1874年)

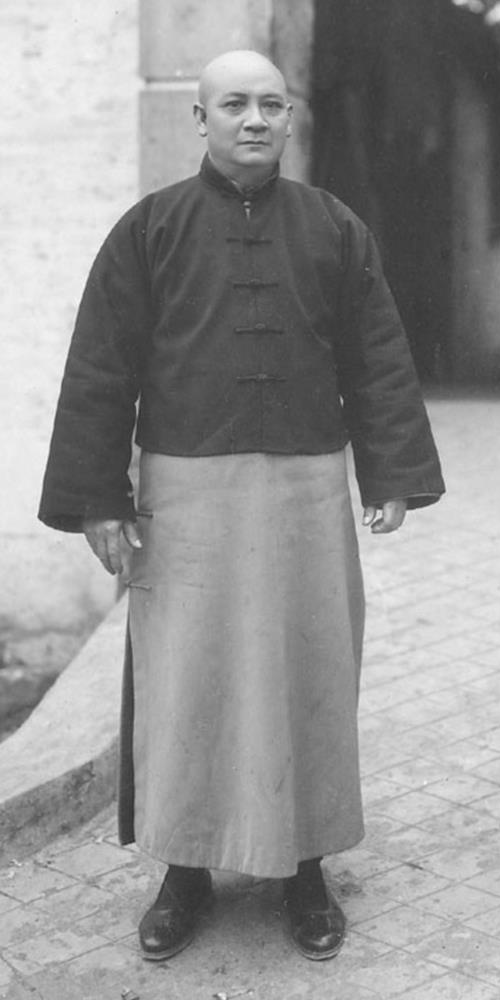
李福林

李福林（1874年—1952年2月11日），字登同，中国廣東廣州府番禺縣大塘鄉（今海珠區江海街道大塘村）人。曾任建國粵軍第三軍軍長，第五軍軍長，兼任廣東全省警務處長、廣東全省民團統率處督辦、廣州市市政廳廳長、廣州市市長等職。

## 生平
李福林年少時曾進私塾入學數年，之後出入綠林為寇，往往手持洋油燈的燈筒，乘夜假冒充作手槍行劫，同伴稱他為“李燈筒”，縣署緝拿不獲，遂懸賞3,000銀元取其首級，李福林逃亡到南洋，在新加坡結識了孫中山，其後加入了中國同盟會，曾參與鎮南關起義等多次革命。
辛亥革命之後在廣州附近聚眾數千，稱為「福軍」，隨後福軍開始以珠江三角洲河運線作為主要根據地。在二次革命時，李福林立場親國民黨，但未參與該戰役，因此在龍濟光部隊進入廣東時他未被殲滅。為了維持部隊獨立，李福林委託廣東聞人江孔殷向在北京的廣東籍政要，同時也是袁世凱政治盟友的梁士詒說情，藉由福軍在地方保安的效用進而讓袁世凱保留了福軍續存。隨著袁世凱病逝、龍濟光失勢，舊桂系控制廣東等發展，李福林仍在廣東保持著一股獨立實力。
民國六年（1917年），因護法運動孫中山從上海赴廣州擔任大元帥，李福林趁此時機得到廣州軍政府承認，使福軍在名義上「大元帥府」親軍，李福林為親軍總司令兼廣惠鎮守使。在擔任廣惠鎮守使期間，李福林利用福軍控制珠江三角洲航線，由福軍組成的「護商隊」表面任務是防御河匪，但實際上李福林被走私航運業者收買，利用護商隊的名號以合法掩護非法進行走私活動並逃避海關檢查，因此其統領的福軍被其它地方武力認為是一支毫無戰力的土匪部隊。後來陳炯明擔任廣東省長時，李福林擔任粵軍第三軍軍長，由於該部隊本體仍然是福軍，陳炯明曾企圖收編李福林等廣東地方民軍，因此李福林立場上與陳炯明出現對立。
隨著陳炯明與孫中山交惡，孫中山最後以南方親孫軍隊組織「討賊軍」，李福林成為東路討賊軍第五軍軍長，並在民國十二年（1923年）初將陳炯明逐出廣州。隨後部隊整編，改名為建國粵軍第三軍。
1924年，李福林被選為廣州市長，同年發生廣州商團事變。之後福軍亦曾助攻陳炯明。
1925年，在國民革命軍東征期間，建國滇軍發動反國民政府叛變，李福林指揮的福軍當時在廣州駐防，並在作戰初期牽制部分滇軍，使該部隊不能集中軍力對抗建國粵軍與黃埔軍校教導團。東征結束後，各建國省軍統一改組為國民革命軍，福軍改名為國民革命軍第五軍，李福林任軍長；同時兼任國民政府政治委員會、軍事委員會委員。由於福軍並未因為改組而提升戰力，1926年北伐時第五軍主力留守廣州河南；僅有國民革命軍第16師編入國民革命軍第一軍序列，在江西省一系列與孫傳芳部隊作戰時使用。
1927年，曾聯合張發奎在廣州反對蔣介石，同年12月中國共產黨發動廣州暴動，李福林仍駐守河南，即參予鎮壓。事後李福林解職回鄉，之後退隱以務農渡日；在香港及廣州都有農莊，平時居住香港大埔區的「康樂園」（該處在1980年代後改建成住宅區）。
1938年，日本策劃進攻廣東時，曾試圖透過李福林收買廣東將領，意圖在虎門登陸進攻廣州。李福林一方面報告軍統，又透過陳策將此事報告余漢謀，李福林、余漢謀二人合演反間計，擊斃數百名登陸日軍及汪軍。李福林因此獲青天白日勳章。日軍攻佔香港時，先遣部隊即前往大埔搜捕李福林。李福林剛巧於前晚往九龍飲酒未返，即離港到重慶。
1949年，在國共戰爭期間廣州被中共佔領前夕，李福林全家遷往香港。1950年代初，赴臺灣開會期間，心臟病發，於是回港醫治，1952年2月11日病逝香港:9，終年79歲。臨終前，他吩咐家人後事不能讓親友贈送花牌，因為如果他們送花牌，出殯隊伍十天也走不完。

## 家宅
李福林莊園，位於廣州市海珠區江海街道大塘村，莊園原名厚德圍，佔地13334平方米，俗稱「二十畝」。建於民國十年（1921年），如小島般四面環水，佔地1200平方米，有主樓、耕仔樓、水榭、釣魚台、門樓等建築。主樓在島中心，坐北向南，為混凝土構築的西式房屋，採用拱門卷窗，首層正門為花崗石門框，頂層四角有桃出牆外約1米的偲望台，四周及樓底部有偲望孔。主樓兩旁沿湖邊建曲尺形兩層的「耕仔樓」，是工人、護衛人員的宿舍。莊園四周是果樹，環境清幽。現只剩下主樓，其餘部分在近二十年來分別發展為大型小區和廣州市海珠區人民政府。
李福林公館建築位於寶崗大道一號，原為李福林駐軍據點，佔地約1000平方米。民國十年李福林於此地興建房屋、花園，以作為軍隊總部，又稱「福軍總部」。公館為四層西式洋樓，正門是四柱弧形拱門，正中二、三樓窗戶是突出方框裝置，易於採光。其餘窗戶上端以白色弧形圖案裝飾，窗台下外牆以白色方框線條襯托。一至三樓內走廊呈長條形，以白色羅馬柱連接弧頂層見疊出；四樓屋頂略低，走道頂部直直長長，而走道兩頭及兩側房間均設有大小不一的陽台。整座建築形如飛機，似飛向北方，據說寓意李福林堅信北伐勝利之意。南面原有空地圍成花園，廣種果木。公館建築現作為中共海珠區委辦公樓，經修繕保護，其內外結構依然完好，曾有《三家巷》等多部電影在此取景。
李福林家族在香港康樂園持有第十五街1至3號洋房，花園佔地10,000平方呎，上蓋為兩層面積共5,267平方呎的子母屋，是康樂園三大董事屋之一，於2002年9月獲一家印尼財團洽購，雙方達成3,000萬港元的交易協議。
李福林體育館位於大埔安祥路2號。

## 歇後語
廣州有條歇後語：李福林睇報紙（李福林看報紙）——倒轉來。據傳李福林某日獨自返回軍部辦公室，剛好有數名參謀官在閱報議論。李福林好奇上前，其中一位參謀不知道他並不識字，隨手將報紙遞給李福林，當他接過就假裝看報，可是他卻將報紙倒轉了也不知。